# Marie Jonet Dugès
Marie Jonet Dugès (1730–1797) va ser una llevadora francesa.
La seva filla, Marie Lachapelle, també fou una llevadora famosa. Des de ben aviat la seva filla l'acompanyava i assistia als naixements. Dugès li va transmetre tots els seus coneixements.
Va ser la primera llevadora oficial ("sàlvia-femme jurée") a l'Hospital Chatelet. El 1775 va ser promoguda a la posició de llevadora en cap de l'Hôtel-Dieu de París. Va dur a terme la seva tasca amb tant de zel, destresa i responsabilitat, que quan es va retirar el govern li va atorgar una pensió. És recordada com una de les llevadores més importants de l'Hôtel-Dieu, i per la seva aportació en aquesta professió.
La seva filla, Marie Lachapelle, també va ser una reconeguda llevadora. Des de molt aviat la va ajudar en els parts als que assitia, així li va poder ensenyar tot el que coneixia sobre el seu ofici.